# 夏完淳

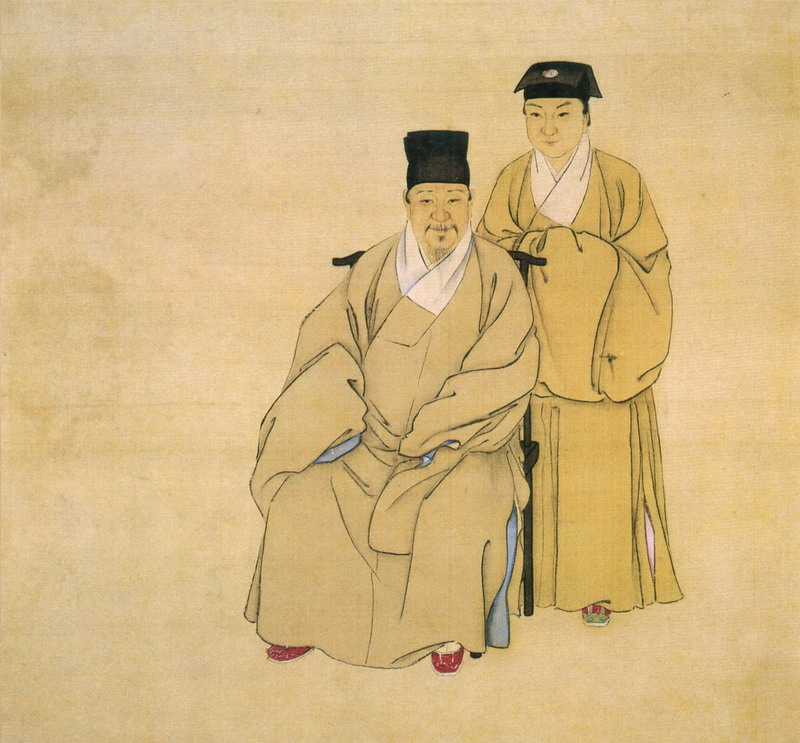
（清）徐璋繪《夏允彝父子像》

夏完淳（1631年10月4日—1647年10月16日），乳名端哥，原名复，字存古，号小隐，又号灵首。诗人、明朝抗清将领。祖籍浙江会稽，生于南直隶松江府（今上海市松江区）。

## 生平
夏完淳为抗清烈士夏允彝之子，师从陈子龙。自幼聪慧，有神童之譽，“五岁知五经，七岁能诗文”，十四歲随父夏允彝抗清。夏允彝兵败自杀后，夏完淳和陈子龙继续抗清，鲁王监国封为中书舍人，参谋太湖吴昜军事，吴昜失败后，仍为抗清而奔走。顺治四年（1647年）兵败被俘，該年九月十九日不屈而死，年十七歲。殉國前有《獄中上母書》。
身後留有妻子錢秦篆（錢彥林之女，錢熙、錢默之妹）和女兒以及遺腹子，出世後夭折，家絕嗣。夏允彝、夏完淳父子合葬墓今存于上海市松江区小昆山镇荡湾村华夏公墓旁。

## 著作
著有《南冠草》、《续幸存录》、《玉樊堂集》、《内史集》等，其中夏完淳向嫡母與生母訣別的《獄中上母書》被選為台灣的高中國文教科書。
夏完淳所写的《别云间》也被选入中国大陆九年级语文书中。

## 讥讽洪承畴
夏完淳十七岁被捕，由投降清朝的洪承畴（號亨九）亲自审讯，洪承畴想要保全夏完淳性命，說：「小孩子懂甚麼東西，怎可能起兵造反。只是誤入叛賊之中而已。現在歸順的話，不會讓你沒官可作。」夏完淳故意說：“我聽說洪亨九先生，是本朝的偉人，在松錦之戰陣亡殉國，鮮血都濺到水鳥之上。先帝震驚哀悼，給予褒揚撫恤，此事感動中華與四夷。我常常思慕亨九的忠烈，我年紀虽小，杀身报国這種事，當然是當仁不讓！”旁边的士兵以为夏完淳不認識洪承畴，提醒他：「上面坐的就是洪亨九大人。」夏完淳怒斥道：“洪亨九先生殉於王事已久，天下沒有人不知道的，還曾经御祭七坛（其實是九壇），天子亲临，泪满龙颜，群臣都跟著哭了。你們是甚麼逆黨，敢假託洪亨九之名，汙衊他的忠魂！”洪承畴保全不得，只好將他處斬。夏完淳最終于金陵被處決，年十七。行刑时夏完淳拒不下跪。葬於松江城西。其叔父夏之旭在当地孔庙痛哭，上吊自尽殉國。

## 评价
- 柳亚子《题夏内史集》第5首：“悲歌慷慨千秋血，文采风流一世宗。我亦年华垂二九，头颅如许负英雄。”